# Pjotr Jan
Pjotr Jan (ryska: Пётр Ян, engelsk translitteration: Petr Yan), född 11 februari 1993 i Dudinka, är en rysk MMA-utövare som sedan 2018 tävlar i organisationen Ultimate Fighting Championship. Mellan 12 juli 2020 och 6 mars 2021 var han organisationens bantamviktsmästare.
Innan han skrev på för UFC var han bantamviktsmästare i organisationen Absolute Championship Akhmat (före detta ACB).

## Karriär

### Tidig Karriär
Jan debuterade i organisationen Eurasian Fighting Championship mot en annan debutant, uzbeken Murad Bakiev. En match Jan vann via KO i tredje ronden.

### ACA (f.d. ACB)
2015 skrev Jan på för ryska organisationen Absolute Championship Akhmat (f.d. Absolute Championship Berkut). I första matchen för den nya organisationen mötte han välmeriterade brassen Renato Velame (19-7) och besegrade denne via enhälligt domslut.
Vid ACB 32 mötte den ännu obesegrade Jan ryssen Magomed Magomedov om bantamviktstiteln. Matchen gick tiden ut och Jan förlorade via delat domslut.
Våren 2017, vid ACB 57, gick returmatchen i Moskva. Även denna gång gick matchen tiden ut, men den här gången vann Jan via enhälligt domslut segern och vann därmed matchen och bantamviktstiteln.
Efter ett framgångsrikt titelförsvar mot brassen Matheus Mattos vid ACB 71 skrev Jan på för UFC.

### UFC
Jan debuterade i organisationen vid UFC Fight Night 132 som huvudmatch på underkortet mot japanen Teruto Ishihara. Jan vann debuten via TKO i första ronden.
Vid UFC Fight Night 136 i september 2018 mötte Jan koreanen Jin Soo Son. Koreanen missade vikten och matchen gick som en catchviktsmatch. Jan vann matchen via enhälligt domslut och matchen fick Fight of the Night-bonusen.
Nästa match gick vid UFC Fight Night 145 i februari 2019. Där mötte Jan John Dodson på huvudkortet och vann via enhälligt domslut.
Vid UFC 238 mötte han amerikanen Jimmie Rivera och besegrade denne via enhälligt domslut.
Jan mötte sedan legendaren och UFC Hall of Fame-atleten Urijah Faber vid UFC 245 i december 2019. Jan avslutade Faber och vann via KO i tredje ronden. Avslutet gav även Jan Performance of the Night-bonusen.

## Tävlingsfacit
| Resultat | Facit | Motståndare                    | Metod                 | Evenemang                              | Datum             | Rond | Tid  | Plats                            | Notering                                    |
| -------- | ----- | ------------------------------ | --------------------- | -------------------------------------- | ----------------- | ---- | ---- | -------------------------------- | ------------------------------------------- |
| Vinst    | 1–0   | Murad Bakiev (UZB)             | KO (slag)             | EFC                                    | 20 december 2013  | 3    | 0:45 | Irkutsk, Ryssland                |                                             |
| Vinst    | 2–0   | Renato Velame (BRA)            | Domslut (enhälligt)   | ACB 14                                 | 28 februari 2015  | 3    | 5:00 | Grozny, Ryssland                 |                                             |
| Vinst    | 3–0   | Kharon Orzumiev (RUS)          | Submission (giljotin) | ACB 19                                 | 30 maj 2015       | 1    | 0:47 | Kaliningrad, Ryssland            |                                             |
| Vinst    | 4–0   | Artur Mirzakhanyan (RUS)       | TKO (slag)            | Professional Fight Night 10            | 5 juli 2015       | 1    | 2:40 | Omsk, Ryssland                   |                                             |
| Vinst    | 5–0   | Murad Kalamov (RUS)            | Domslut (enhälligt)   | ACB 24                                 | 24 oktober 2015   | 3    | 5:00 | Moskva, Ryssland                 |                                             |
| Förlust  | 5–1   | Magomed Magomedov (RUS)        | Domslut (delat)       | ACB 32                                 | 26 mars 2016      | 5    | 5:00 | Moskva, Ryssland                 | Titelmatch om den vakanta bantamvikttiteln. |
| Vinst    | 6–1   | Ed Arthur (GBR)                | Domslut (enhälligt)   | ACB 41                                 | 15 juli 2016      | 3    | 5:00 | Sotji, Ryssland                  |                                             |
| Vinst    | 7–1   | Magomed Magomedov (RUS)        | Domslut (enhälligt)   | ACB 57                                 | 15 april 2017     | 5    | 5:00 | Moskva, Ryssland                 | Vann bantamviktstiteln                      |
| Vinst    | 8–1   | Matheus Mattos (BRA)           | TKO (slag)            | ACB 71                                 | 23 september 2017 | 3    | 2:27 | Moskva, Ryssland                 | Försvarade bantamviktstiteln                |
| Vinst    | 9–1   | Teruto Ishihara (JPN)          | KO (slag)             | UFC Fight Night: Cowboy vs. Edwards    | 23 juni 2018      | 1    | 3:28 | Kallang, Singapore               |                                             |
| Vinst    | 10–1  | Jin Soo Son (KOR)              | Domslut (enhälligt)   | UFC Fight Night: Hunt vs. Oliynyk      | 15 september 2018 | 3    | 5:00 | Moskva, Ryssland                 | Catchviktsmatch. Fight of the Night         |
| Vinst    | 11–1  | Douglas Silva de Andrade (BRA) | TKO (hörnan bryter)   | UFC 232                                | 23 februari 2019  | 2    | 5:00 | Inglewood, CA, USA               |                                             |
| Vinst    | 12–1  | John Dodson (USA)              | Domslut (enhälligt)   | UFC Fight Night: Błachowicz vs. Santos | 23 februari 2019  | 3    | 5:00 | Prag, Tjeckien                   |                                             |
| Vinst    | 13–1  | Jimmie Rivera (USA)            | Domslut (enhälligt)   | UFC 238                                | 8 juni 2019       | 3    | 5:00 | Chicago, IL, USA                 |                                             |
| Vinst    | 14–1  | Urijah Faber (USA)             | KO (huvudspark)       | UFC 245                                | 14 december 2019  | 3    | 0:43 | Las Vegas, NV, USA               | Performance of the Night                    |
| Vinst    | 15–1  | José Aldo (BRA)                | TKO (slag)            | UFC 251                                | 12 juli 2020      | 5    | 3:24 | Abu Dhabi, Förenade Arabemiraten | För den vakanta bantamviktstiteln.          |
| Förlust  | 15–2  | Aljamain Sterling (USA)        | DQ (olagligt knä)     | UFC 259                                | 6 mars 2021       | 4    | 4:29 | Las Vegas, USA                   | Förlorade bantamviktstiteln.                |
| Vinst    | 16-2  | Cory Sandhagen (USA)           | Domslut (enhälligt)   | UFC 267                                | 30 oktober 2021   | 5    | 5:00 | Abu Dhabi, Förenade Arabemiraten |                                             |